# 會章
宗室會章（1849年—1902年），又稱會章，愛新覺羅氏，字東喬，號石農，清朝皇族，隶正蓝旗。清朝政治人物，進士出身。

## 生平
光緒二年（1876）登恩科進士二甲，后升任詹事府少詹事。光緒十九年，任詹事、內閣學士。光緒二十年，任理藩院右侍郎。貢院考試翻譯閱卷大臣。光緒二十六年，以理藩院左侍郎任鑲紅旗漢軍副都統。因病解職。

## 家庭
- 世祖恭親王常颖（又常寧），顺治帝第五子。
- 世祖多羅僖敏貝勒海善。
- 太高祖宗室隆靄。
  - 胞兄宗室祿穆布。后代有进士宗室灵桂。
- 高祖宗室謙益。
  - 胞兄宗室存誠，二等侍衛。后代有光緒九年（1883年）癸未科榜眼宗室壽耆。
- 曾祖宗室玉芝。
- 祖父慶祺 (清朝宗室)(又宗室慶安），道光十二年（1832年）壬辰恩科进士，官至直隸總督。
- 父宗室延煦，咸丰六年丙辰（1856）科进士。
- 嫡母伊爾根覺羅氏（父正蓝旗满洲、兵部左侍郎嵩溥，祖父两江与雲貴總督富綱，祖父湖广、闽浙总督恪勤公蘇昌）。继母完顏氏佛蕓保（字華香；善画，著有《清韵轩诗稿》）（胞兄内务府镶黄旗满洲文勤公崇實、兵部左侍郎署直隶总督崇厚）。二繼母赫舍里氏（父正藍旗滿洲、道光壬辰恩科進士舒兴阿 (赫舍里氏)，祖父杭州將軍成明）。
- 妻他塔喇氏（父正蓝旗满洲、道光丙申科进士毓科，母爱新觉罗氏（嘉慶二十五年（1820年）庚辰科进士、镶蓝旗宗室成朗之女），祖父嘉慶辛酉科進士秀堃；堂姊他塔喇氏，继配嫁正蓝旗汉军、光緒二年（1876）恩科進士胡俊章，宗室会章与胡俊章系同年进士）。
- 妻他塔喇氏（父镶红旗满洲、道光丁酉科舉人長啟，祖父兵部尚書裕泰，堂妹光绪帝珍妃；胞兄志潤，四川、廣西知府，著有《日下聯吟詩集》；胞兄志覲，浙江湖州府、衢州府知府）。
- 女儿愛新覺羅氏（养父光緒九年癸未（1883）科榜眼、正蓝旗宗室壽耆），嫁正黃旗蒙古鄂卓爾氏熙棟（父光緖十二年丙戌（1886）科進士榮慶）。